# Qué sería
«Qué sería» es el segundo sencillo del segundo álbum Buen soldado de la cantante y compositora chilena Francisca Valenzuela lanzado oficialmente a través de su canal de Youtube FranValenzuelaMusic el 13 de junio de 2011 y disponible para descarga digital en Estados Unidos al siguiente día por iTunes y Amazon junto con una versión acústica de la canción.
La canción, antes de ser incluido en el disco Buen soldado y ser lazado como el segundo sencillo, formó parte de la banda sonora de la película chilena Qué pena tu vida, estrenada el año 2010, donde es interpretada en la escena final y durante los créditos.

## Créditos

### Personal
- Francisca Valenzuela – voz, piano y pandero.
- Pablo Ilabaca – guitarra eléctrica.
- Mocky – bajo.
- Paul Taylor – batería y percusiones.
- Vicente Sanfuentes – percusiones.

### Grabación
- Vicente Sanfuentes: coproductor, arreglos y mezcla.
- Mocky: coproductor y arreglos.
- Francisca Valenzuela: coproductor y arreglos.
- Gonzalo "Chalo" González: grabación (Estudios Atómica), mezcla y masterización (Estudios Triana)
- Ignacio Soto Kallens: ingeniero asistente de grabación.
- Vicente Ríos: asistente de grabación.

## Lanzamiento
El 13 de junio de 2011 Francisca Valenzuela publicó en su canal de Youtube el videoclip de la canción Qué sería, iniciando la promoción del que sería el segundo sencillo de su álbum Buen soldado. Así, al día siguiente ya se encontraba disponible para descarga digital a través de iTunes y Amazon en los Estados Unidos. La noche del 15 de junio hace una presentación en el programa de televisión Sin Dios ni Late de Zona Latina del sencillo en versión acústica. El día 24 de junio, Francisca hace el lanzamiento en vivo del sencillo en el Centro Cultural Amanda en Santiago de Chile.

## Video musical
El video musical fue grabado en Santiago de Chile, en el mes de enero de 2011, producido por El Buen Tiempo en asociación con Kine Imágenes y Francisca Valenzuela. 

### Créditos del video
- Dirección: Ignacio Rojas, Christopher Murray.
- Producción: Valeria Hernández.
- Dirección de fotografía: Benjamín Echazarreta.
- Arte y ambientación: José Luis Muñoz.
- Vestuario y Maquillaje: Lupe Gajardo.
- Cast: Álvaro Bley, María Giacaman, Dominga Bofill, Diego Benavides, Jorge Calderón.
- Posproducción de Imagen: Kine Imágenes

### Trama
La historia se trata de un grupo de jóvenes que viven en una casa abandonada, en pleno verano de Santiago tratan de soportar el calor y matar el tiempo de distintas formas para no aburrirse. Una joven pareja son los protagonistas del video, con muestras de cariños esporádicas y sencillas, ven como el día a día pone a prueba su amor. Cuando les llega una "Notificación de Desalojo" deben marcharse de la casa, el joven por su parte se comporta de una manera muy infantil con sus amigos y ella demuestra cierto aburrimiento de la situación. En la parte final del video se puede ver a Francisca y su banda cantando dentro de la casa desalojada mientras la joven pareja y sus amigos disfrutan de la presentación.

## Lista de canciones
| Descarga digital |                                |          |  |
| N.º              | Título                         | Duración |  |
| 1.               | «Qué Sería»                    | 3:24     |  |
| 2.               | «Qué Sería» (Versión acústica) | 3:27     |  |
| 6:51             |                                |          |  |

## En la cultura popular
- Banda sonora de la película chilena Que pena tu vida de 2010.
- Banda sonora de la teleserie chilena Soltera otra vez de 2012.
- Banda sonora de la película chilena Barrio universitario de 2013.
- Aparece en el capítulo "El remolino" de la telenovela argentina Guapas de 2014.

## Posicionamientos
En los Chile Tracks - Top 100 ingresa en la semana 27 en la posición #92 y obtiene la cúspide en la semana 32 en el lugar #57.
En el sitio Chile Top 40 debuta en la posición #39. 
En la clasificación "30 Chilenos" de Radio Cooperativa debuta en la posición #9 la semana del 4 de julio, logrando llegar a la posición #1 la semana del 17 de octubre. En el mes de octubre, Francisca debuta en la posición #30 de los Top 50 Pop/Balada Charts de Latinos Unidos Record Pool.
| Listas (2011)     | Mejor posición |
| ----------------- | -------------- |
| Tracks Top 100    | 57             |
| Top 40            | 5              |
| 30 Chilenos       | 1              |
| Top 50 Pop/Balada | 30             |